# Pyrkon

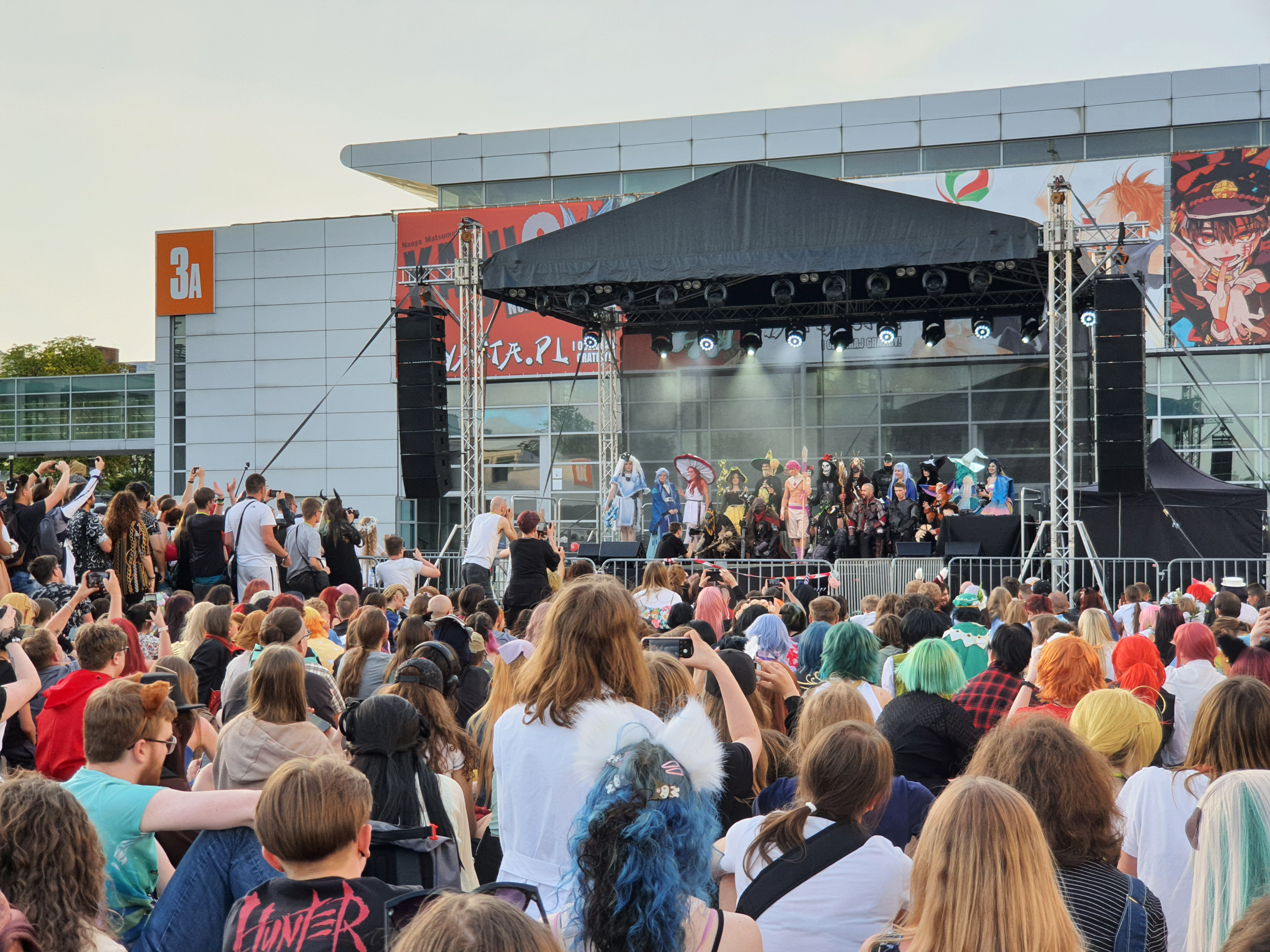
Uczestnicy Pyrkonu 2022 w trakcie konkursu cosplay.

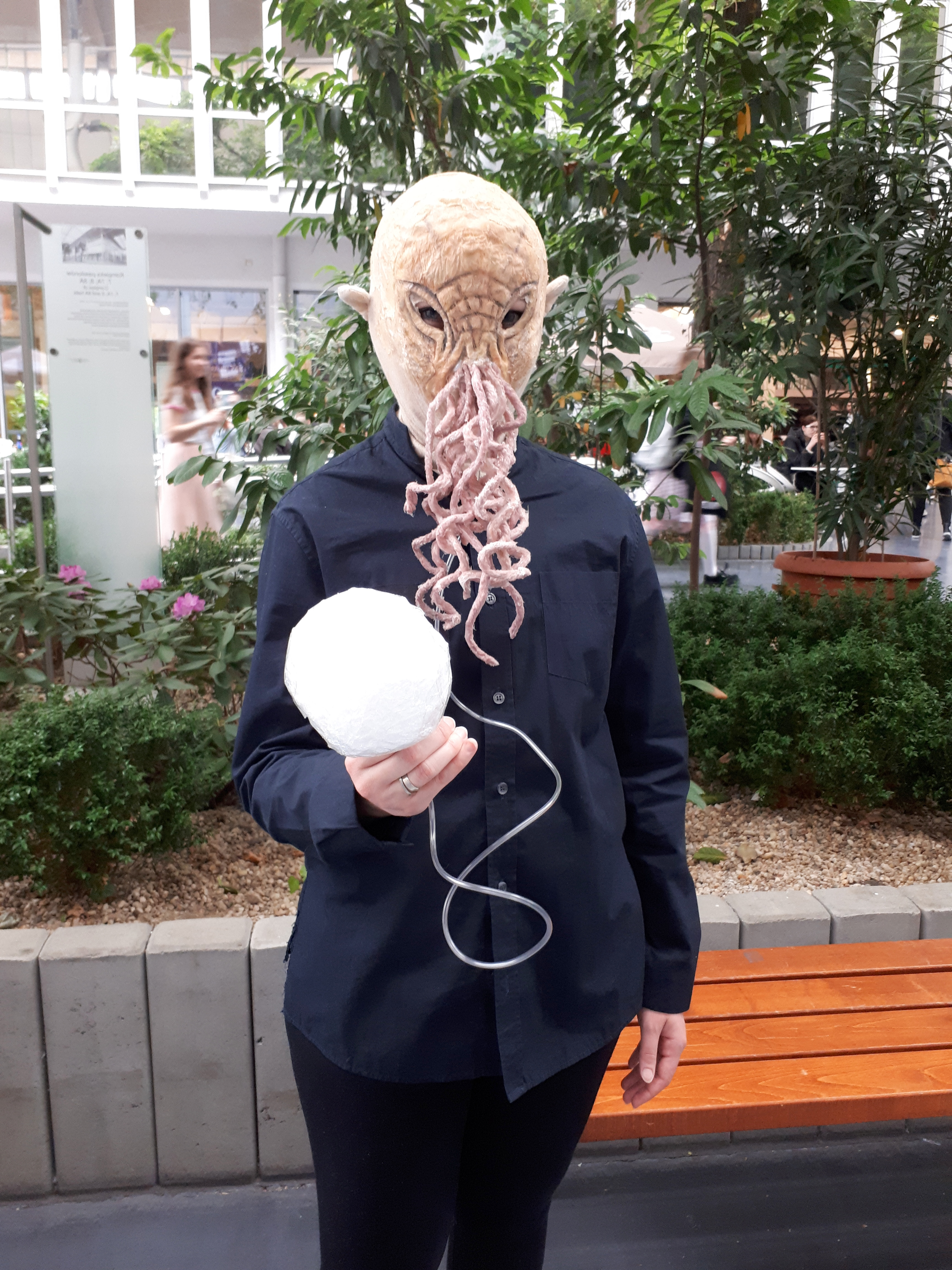
Uczestniczka konwentu Pyrkon 2019 – cosplay Ooda, Doctor Who.

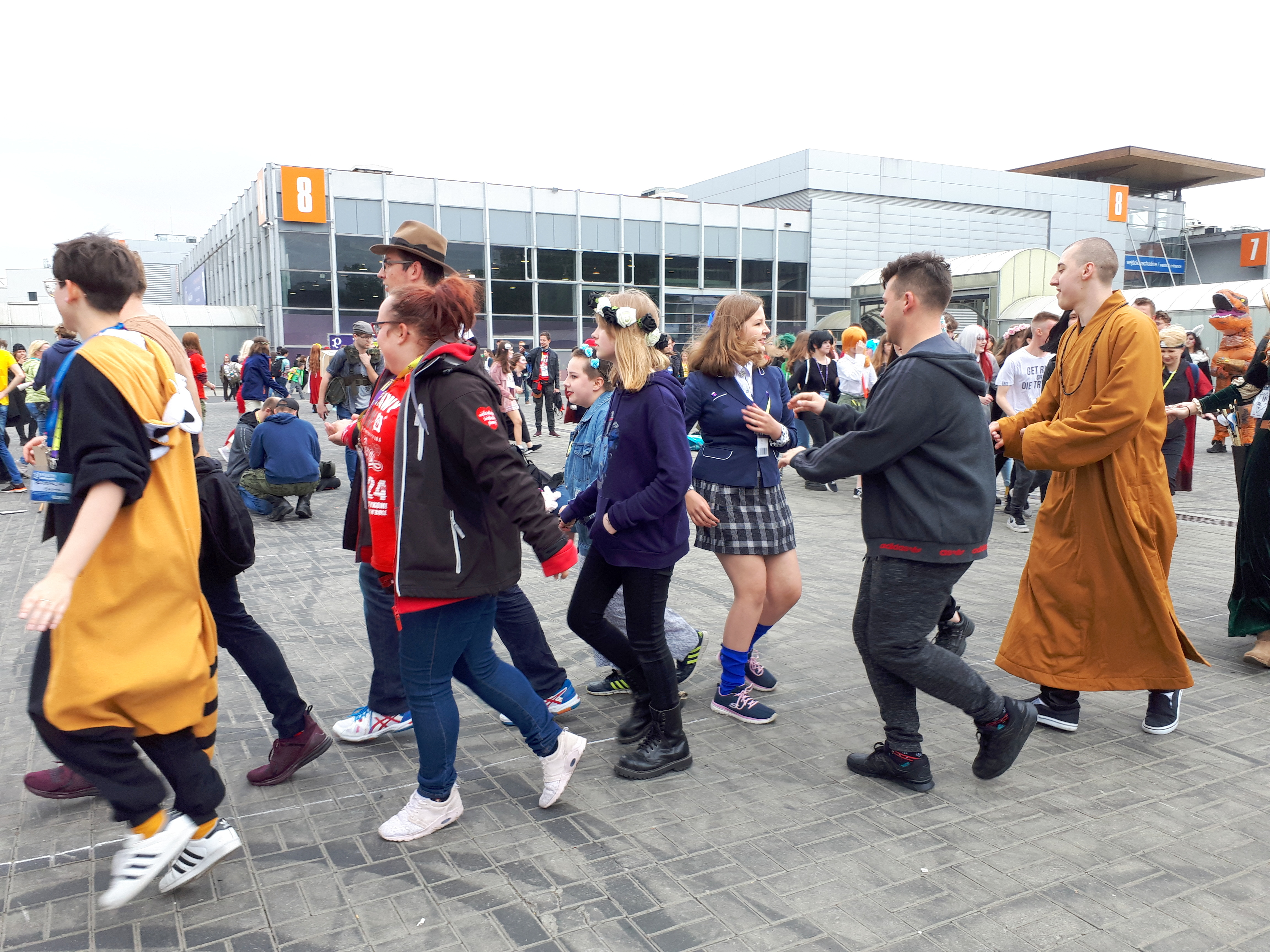
Uczestnicy Pyrkonu tańczący belgijkę (2019)

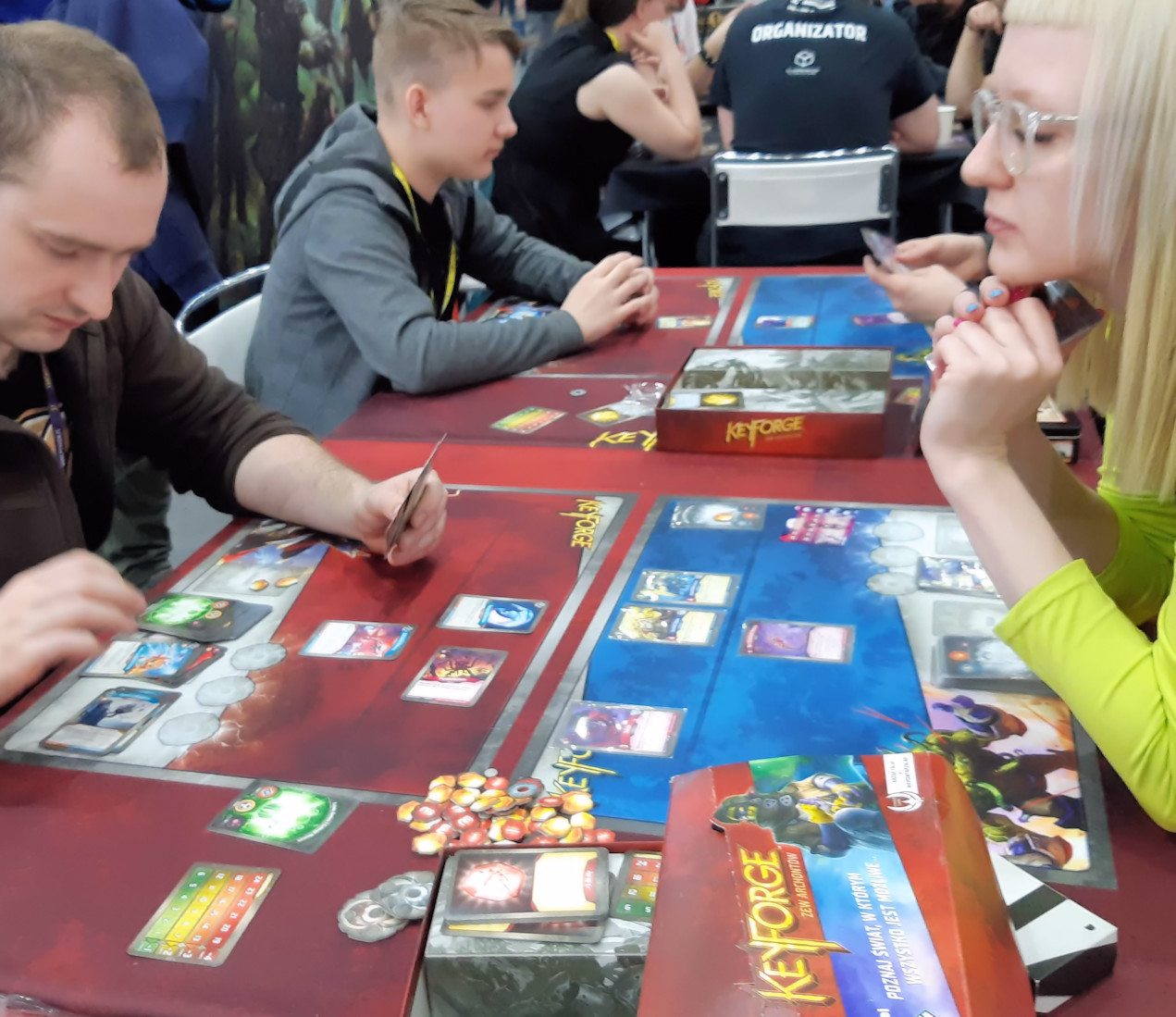
Bywalcy Pyrkonu grający w grę karcianą KeyForge na jednym ze stoisk (2019)

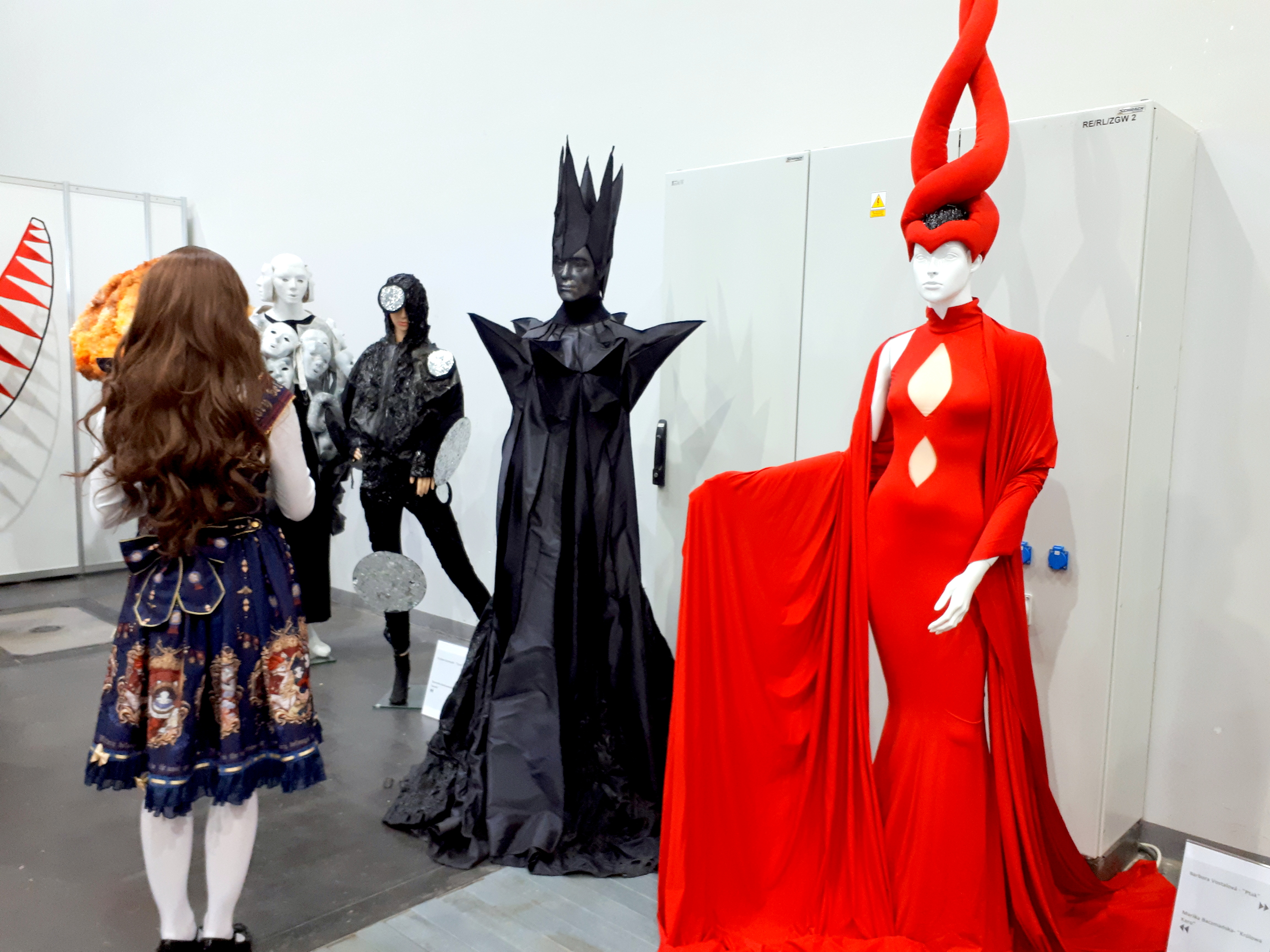
Wystawa kostiumów teatralnych – Pyrkon 2019

Pyrkon, Festiwal Fantastyki Pyrkon – ogólnopolski festiwal, którego tematyka krąży wokół szeroko pojętej fantastyki, odbywający się co roku w Poznaniu. Jest największym tego typu wydarzeniem w Polsce i jednym z największych w Europie. Celem Pyrkonu jest integracja fanów różnych odmian fantastyki, a także popularyzacja tego gatunku wśród potencjalnych nowych odbiorców. Program festiwalu cechuje się wysoką różnorodnością.

## Organizator
Głównym organizatorem Festiwalu Fantastyki Pyrkon jest Stowarzyszenie Klub Fantastyki “Druga Era”. Głównym celem i misją stowarzyszenia jest tworzenie wspólnej przestrzeni do realizacji pasji i projektów fantastycznych, a także do integracji fanów każdego obszaru fantastyki.
Oprócz Stowarzyszenia Festiwal tworzy ponad stu wolontariuszy-organizatorów, których praca trwa niemal cały rok. Podczas trwania samego eventu w pracę przy Festiwalu zaangażowanych jest także kilkuset wolontariuszy, zwanych gżdaczami, którzy rozpoznawalni są dzięki charakterystycznym pomarańczowym koszulkom oraz Pokojowy Patrol (czerwone i żółte koszulki), który dba o bezpieczeństwo uczestników. Całość wydarzenia łączą wyżej wspomniani organizatorzy, których rozpoznacie dzięki fioletowym koszulkom..

## Historia
W 1999 roku Klub Fantastyki „Druga Era” zorganizował Dzień z Fantastyką w osiedlowym klubie „Słońce” na os. Przyjaźni w Poznaniu. To jednodniowe wydarzenie, mające na celu rozpowszechnienie fantastyki wśród lokalnej społeczności, było bezpośrednim poprzednikiem Pyrkonu, a także bodźcem do jego utworzenia.
Pierwsza edycja Pyrkonu przypadła na rok 2000 i odbyła się w Szkole Podstawowej nr 21 przy ul. Łozowej 77 w Poznaniu. Było to niewielkie wydarzenie, które zgromadziło około 500 osób. Z roku na rok liczba uczestników rosła, a Pyrkon zajmował coraz większą powierzchnię. Jego atrakcje mieściły się w kilku budynkach: Gimnazjum nr 43 przy ul. Łozowej 53, Zespole Szkół Licealno-Technicznych nr 19 przy ul. 28 czerwca 1956 roku 352/360 oraz Hotelu Cezamet przy ul. Łozowej 78. O tym okresie mówi się jako o Pyrkonie “w szkole na Dębcu”.
W związku ze stale powiększającą się liczbą uczestników w 2011 roku została podjęta decyzja o przeniesieniu Pyrkonu ze szkół na Międzynarodowe Targi Poznańskie. Festiwal cały czas się rozrastał, a na atrakcje dla uczestników przeznaczane były kolejne hale targowe. Obecnie Pyrkon zajmuje większość powierzchni MTP, a rokrocznie przybywa na niego kilkadziesiąt tysięcy fanów fantastyki.
W roku 2020 organizatorzy ogłosili, że ze względu na zagrożenie związane z pandemią COVID-19 jubileuszowa, 20. edycja Pyrkonu nie odbędzie się, a nową datę spotkania wyznaczono na początek lipca 2021 roku. Również i ta edycja nie odbyła się z powodu zagrożenia epidemiologicznego, nową datę wyznaczono na 17 do 19 czerwca 2022 roku, miały natomiast miejsce dwie mniejsze imprezy – Pyrkonowy Targ Letni (w sierpniu 2021) i Pyrkonowy Targ Zimowy (w grudniu 2021).
Pyrkon powrócił do swojej stałej wersji w 2022 roku, jednakże nie odbywa się już w kwietniu – został przeniesiony na czerwiec. Aktualny rekord liczby uczestników należy do edycji 2025 i wynosi 66 785.

## Etymologia
Nazwa „Pyrkon” jest połączeniem słowa pyra (ziemniak w gwarze poznańskiej) i przyrostka -kon, który dodawany jest do nazw wielu polskich konwentów fanowskich i pochodzi od słowa konwent. Według wieloletniego prezesa Drugiej Ery, Piotra Derkacza, pierwotnie miała to być nazwa tymczasowa, do czasu wymyślenia poważniejszej.

## Termin
Pyrkon organizowany jest corocznie. Wyjątek stanowi rok 2005, w którym „Druga Era” zajęła się organizacją innego konwentu, Polconu. Festiwal trwa trzy dni, nieprzerwanie od piątku do niedzieli, wiele jego atrakcji dostępnych jest dla uczestników również w nocy.
Pyrkon odbywał się zawsze w okresie wiosennym. Początkowo – w weekend, w który następowało przejście z czasu zimowego na letni – w informatorach i ogłoszeniach rozmieszczonych na terenie konwentu przypominano uczestnikom o konieczności przestawienia zegarków. W latach 2006–2014 odbywał się w pierwszy weekend po równonocy wiosennej, a od 2015 roku jego dokładna data uzależniona jest od dostępności Międzynarodowych Targów Poznańskich. Data każdej kolejnej edycji ogłaszana jest na oficjalnym zakończeniu poprzedniej.

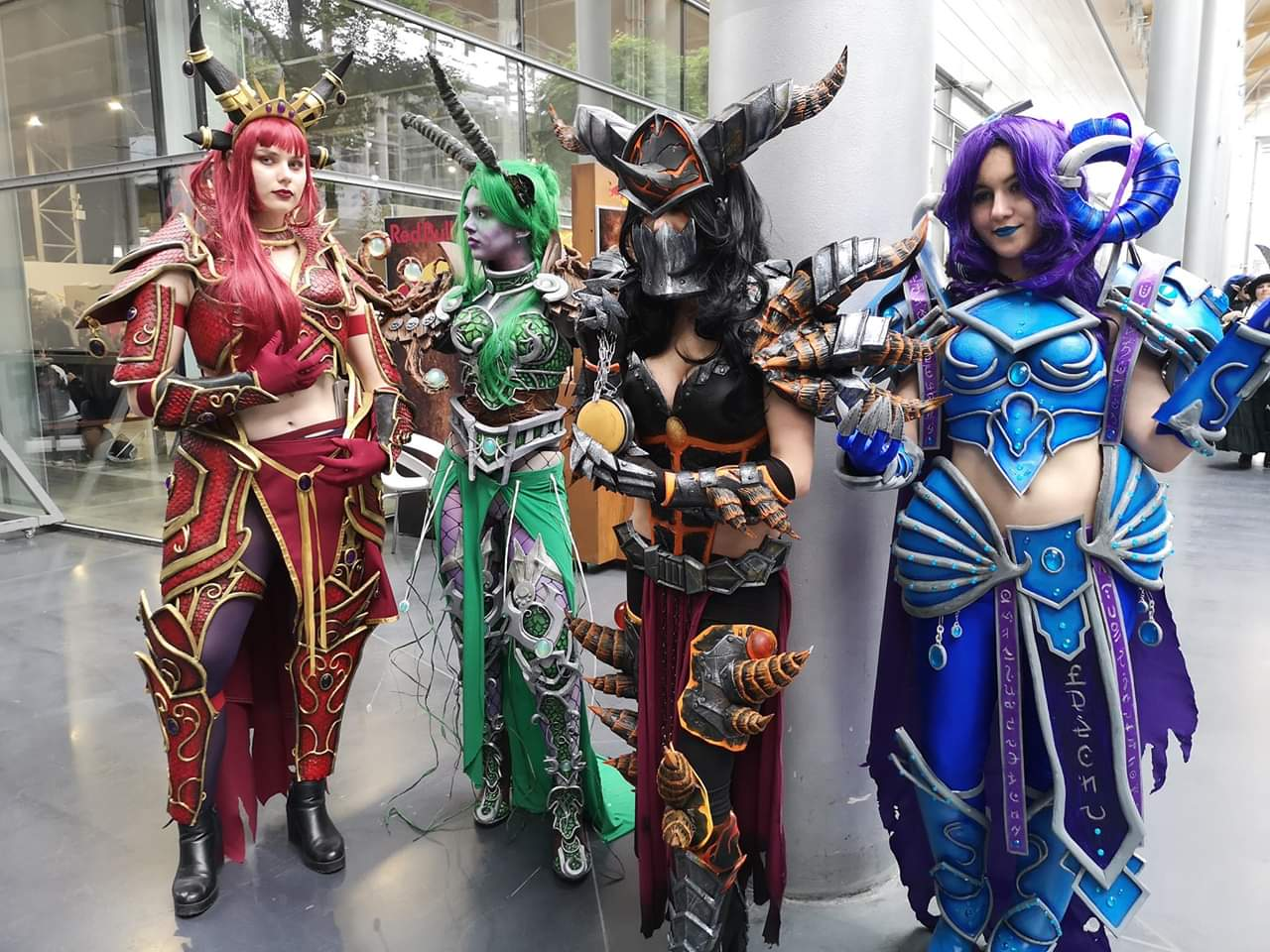
Grupa cosplayerek podczas festiwalu Pyrkon (2019)

## Atrakcje
Program Pyrkonu podzielony jest na około 20 bloków, wśród których można znaleźć między innymi takie poświęcone filmom i serialom, literaturze, grom planszowym i elektronicznym, a także komiksom czy fantastyce dalekowschodniej. W większości atrakcje na Festiwalu tworzą sami uczestnicy, swoje propozycje prelekcji, paneli czy konkursów zgłaszając przez specjalny formularz. Wiele atrakcji prowadzonych jest w języku angielskim.
Wśród najbardziej obleganych atrakcji Pyrkonu znajdują się spotkania i panele z gośćmi, reprezentującymi wiele różnych dziedzin fantastyki. W czasie festiwalu uczestnicy mają możliwość posłuchania pisarzy, reżyserów, aktorów, twórców gier czy rysowników, porozmawiania z nimi, a nawet zrobienia pamiątkowego zdjęcia czy zdobycia autografu.
Dużą część Pyrkonu zajmują także atrakcje łączące fantastykę ze sztuką. Uczestnicy mają możliwość podziwiania, m.in. prac malarskich, fotograficznych, rzeźbiarskich, a w tematycznych wioskach mogą nauczyć się tańca, tworzenia biżuterii lub płatnerstwa. W czasie Festiwalu wystawiane są także sztuki teatralne i odbywają się koncerty muzyczne.
Jednym z najbardziej obleganych punktów programu jest Maskarada, czyli odbywający się w festiwalową sobotę konkurs na najlepsze przebranie, będący jednocześnie przepustką do wzięcia udziału w Mistrzostwach Świata – Extreme Cosplay Gathering. Co roku Pyrkon odwiedzają także wystawcy, u których można kupić przeróżne gadżety związane z fantastyką.
Wiele atrakcji mających miejsce podczas Pyrkonu odbywa się całodobowo – od rozpoczęcia Festiwalu w piątek, aż do jego zakończenia w niedzielę.

### Bloki tematyczne

#### Aleja Artystów i Kolekcjonerów
Miejsce, w którym swoje związane z fantastyką prace wystawiają artyści z całego kraju. Zgłosić swoją wystawę mogą zarówno zawodowi twórcy, jak i początkujący. Wewnątrz Alei Artystów i Kolekcjonerów znajdują się wystawy tradycyjne, które poruszają wiele tematów. Łączy je jedna rzecz: fantastyka.

#### Strefa fanów Star Wars
Od 2023 roku na Pyrkonie znajduje się strefa przeznaczona dla fanów Star Wars. Znaleźć tam można wystawy różnego rodzaju gadżetów i elementów scenografii, pokazy grup cosplayowych, a nawet tematyczne wystawy LEGO. Obejmuje to także spotkania z gośćmi powiązanymi z szeroko pojętym fandomem Gwiezdnych Wojen.

#### Koncerty
Nieodłącznym elementem Pyrkonu są także koncerty i przedstawienia. Na Pyrkonowych scenach występował między innymi Percival Schuttenbach, aktorzy poznańskiego Teatru Muzycznego, Nocny Kochanek i wiele innych.

#### Strefa wiosek fantastycznych
Strefa, w której znajdują się tworzone przez miłośników fantastyki wioski związane z tym światem. Odbywają się w nich między innymi warsztaty związane z rękodziełem czy pokazy walk i tańca. Od wystawiających się tam grup uczestnicy mogą posłuchać co nieco o rekonstrukcji, a także nauczyć się nieco sztuki płatnerstwa, szycia czy też tworzenia biżuterii.

#### Strefa warsztatowa
Nie od dziś wiadomo, że większość preferuje praktykę od teorii… W myśl tej idei powstała Pyrkonowa strefa warsztatowa. W jej programie znajdziecie możliwość na rozwój wielu umiejętności, gdzie doświadczeni mistrzowie swoich dziedzin przekazują swoją wiedzę wszystkim chętnym uczestnikom.

#### Strefa RPG
Strefa ta dedykowana jest grom fabularnym RPG (role-playing game). W jej programie znajdują się prelekcje i panele z udziałem twórców gier, a także sesje. Jest to jedna ze stref, w której punkty programowe odbywają się przez 24 godziny na dobę.

#### Strefa gier planszowych, bitewnych i karcianych
Jest to miejsce, w którym można zagrać zarówno we wszelkiego rodzaju gry planszowe, jak i bitewne czy karciane. W czynnym prawie całą dobę Games Roomie uczestnicy mają możliwość przetestować ogromną ilość tytułów. W strefie w godzinach otwarcia wypożyczalni obecni są wolontariusze, którzy w razie potrzeby tłumaczą zasady każdej rozgrywki, wprowadzając w nią wszystkich chętnych. Odbywają się tam także turnieje gier bitewnych i karcianych, nauka gry oraz konkurs malowania figurek.

#### Strefa Naukowa
Miejsce, w którym można dowiedzieć się, ile sensu mają technologie i wynalazki znane z powieści, filmów czy innych dzieł fantastycznych z naukowego punktu widzenia. W Strefie Naukowej specjaliści z wielu dziedzin – od fizyków, przez archeologów, po lekarzy – dzielą się swoją fachową wiedzą i wprowadzają uczestników w tajniki współczesnych osiągnięć.Stałym gościem strefy naukowej jest Stacja Nauka, na której stanowisku prelegenci z chęcią odpowiedzą na każde nurtujące uczestników pytanie. Jeśli zaintrygował Cię jakiś temat, a na prelekcji zabrakło na niego czasu – koniecznie musisz odwiedzić tę strefę!

#### Strefa Cosplay
Strefa cosplay powstała po to, by wspierać tych uczestników Pyrkonu, którzy decydują wcielić się w jakąś fantastyczną postać i często poświęcają długie miesiące na stworzenie swoich dzieł. Znajduje się tam scena zapełniona programem, niezbędny punkt napraw strojów, a także strefa przeznaczona do spotkań z cosplayowymi gwiazdami.

#### Strefa mangi i anime
W strefie mangi i anime odbywają się prelekcje, pokazy, warsztaty i inne atrakcje, szeroko powiązane z kulturą krajów azjatyckich. To miejsce stworzone z myślą o osobach, które fascynują orientalne zwyczaje, układanie origami czy wierzenia ludowe. Można tam porozmawiać o ulubionych tytułach mang i anime, wymienić się poglądami odnośnie do ich fabuły czy bohaterów, a także poznać inne konwenty m&a w Polsce.
Strefa fanów klocków LEGO
Strefa fanów klocków LEGO jest miejscem marzeń dla każdego miłośnika budowli, zestawów i projektów autorskich stworzonych z Lego. Znajdziecie tam wystawy – aktualne, unikatowe, a nawet historyczne, inspirujące spotkania z gośćmi, a nawet przestrzeń dla ukrytych mistrzów budowania – bo wy też możecie współtworzyć tę strefę.

#### Konkursy
Na Pyrkonie odbywa się wiele konkursów, z dedykacją dla uczestników chętnych sprawdzić swoją wiedzę w przeróżnych fantastycznych dziedzinach, ale nie tylko! Oprócz quizów, Festiwal organizuje także m.in. konkursy artystyczne.

#### Strefa komiksowa
Strefa ta w całości poświęcona jest komiksom – można tam posłuchać na temat kultowych pozycji, ale także mniej znanych tytułów. W ramach tej strefy odbywają się także spotkania autorskie ze sławnymi gośćmi, związanymi ze światem komiksu (na Pyrkonie 2019 gościł między innymi Stan Sakai).

#### Strefa integracyjna
Strefa integracyjna to miejsce, którego atrakcje umożliwiają poznanie nowych znajomych oraz udział w grach i zabawach integracyjnych. Można tam zacieśnić więzy z już znanymi osobami, ale także spotkać innych uczestników o podobnych pasjach.

#### Gród inicjatyw fanowskich
Strefa przeznaczona dla festiwali, organizacji, stowarzyszeń i wszelkich inicjatyw związanych z fantastyką. Służy jako miejsce spotkań, wymiany doświadczeń i nawiązywania kontaktów z innymi osobami, pracującymi w tym samym lub podobnym środowisku, oraz prezentacji swojej oferty uczestnikom Pyrkonu.

#### Strefa Gamingowa
Strefa przeznaczona dla miłośników gier elektronicznych i wszystkiego, co z nimi związane. Uczestnicy mają tam możliwość spotkania z twórcami gier, wzięcia udziału w panelach dyskusyjnych, a także zagrania w wiele tytułów. Można tam poznać branżę gier elektronicznych od zaplecza nie tylko technicznego, ale także artystycznego.

#### Strefa filmowo-serialowa
Strefa Filmowo-Serialowa to przestrzeń dla fanów produkcji z małych i wielkich ekranów. Odbywają się tam prelekcje na temat najpopularniejszych seriali czy najgłośniejszych filmów, ale również mniej znanych dzieł. Uczestnicy mają także możliwość spotkania aktorów i innych osób związanych z branżą, zdobycia ich autografu, zdjęcia z nimi, a także zadania im pytania na przeznaczonych na to punktach programu.

#### Strefa dziecięca
Strefa dziecięca przeznaczona jest dla najmłodszych uczestników Pyrkonu (od 4 do 12 roku życia). Mogą oni wziąć tam udział w przygotowanych specjalnie dla nich atrakcjach: warsztatach, konkursach, prelekcjach, zabawach oraz spotkaniach z autorami. W bloku znajdują się kącik dla maluchów oraz Świetlica Fantastyczna, w których atrakcje organizują doświadczeni animatorzy.

#### Strefa literacka
Strefa przeznaczona dla fanów literatury fantastycznej. Każdy, kto spędza długie godziny nad czytaniem książek, na pewno znajdzie tam coś dla siebie. Znaleźć tam można między innymi panele dyskusyjne, prelekcje i spotkania z autorami różnych dzieł.

## Akcje CSR

### Krewni Pyrkonu
Cykliczna akcja organizowana przez Pyrkon, podczas której uczestnicy mogą oddawać krew oraz zarejestrować się jako potencjalni dawcy szpiku. Stacja krwiodawcza umiejscowiona jest w krwiobusie stojącym każdego roku na placu Marka na terenie Międzynarodowych Targów Poznańskich. Honorowym dawcom krwi i potencjalnym dawcom szpiku organizatorzy inicjatywy w ramach podziękowania wręczają słodycze i specjalnie przygotowaną na tę okazję Talię Kart Krewnych Pyrkonu. Autobus RCKiK we współpracy z akcją Krewnych Pyrkonu odwiedza także inne konwenty w Polsce – np. Copernicon, Hikari.

### Wszystkie zwierzęta są fantastyczne!
Od 2021 roku Pyrkon aktywnie włącza się w pomoc zwierzakom. Dzięki temu możecie posłuchać ciekawych prelekcji czy porozmawiać z wolontariuszami fundacji zajmującymi się zwierzętami. W zależności od podejmowanych współpracy, można trafić także na gościnną zbiórkę pieniędzy na działalność danej organizacji pomocowej.

## Duże konkursy

### Maskarada
Jednym z głównych punktów programu podczas Pyrkonu jest konkurs cosplayu Maskarada. Jego uczestnicy rywalizują w konkursie, którego celem jest wyłonienie najlepszego solisty lub grupy, którzy stworzą jak najlepszy kostium, a także najlepiej się zaprezentują. Główną nagrodę stanowi Grand Prix, które uprawnia do startu w Mistrzostwach Świata – Extreme Cosplay Gathering z pełnym wsparciem Pyrkonu.
Warunkiem przystąpienia do Maskarady jest stworzenie własnego stroju. Może on przedstawiać postać znaną ze świata fantastyki, musi być jednak wykonany własnoręcznie. Każdy uczestnik prezentuje swoje przebranie najpierw wyłącznie przed jury, które ocenia, czy cosplay naprawdę został stworzony od podstaw.
Maskarada tradycyjnie odbywa się na Sali Ziemi – największej sali znajdującej się na Międzynarodowych Targach Poznańskich. Ze względu na ograniczoną liczbę miejsc na widowni i duże zainteresowanie publiczności pokaz wyświetlany jest również na telebimie na terenie Targów.

### Konkurs na projekt własny
W konkursie na projekt własny natomiast uczestnicy mogą rywalizować w dwóch kategoriach: najlepszy kostium na bazie fanartu i najlepszy kostium oryginalny. Nagrody w tym konkursie są głównie finansowe, a w 2024 roku uczestnicy mogli także zawalczyć o Nagrodę Specjalną CD Projekt Red.

### Konkurs Fantastycznie Utalentowani
Od 2023 roku Pyrkon organizuje konkurs dla debiutujących oraz mniej znanych autorów literatury fantastycznej. Nagrody przyznawane są przez jury (1 kategoria) oraz przez uczestników (nagroda publiczności). Aby wziąć udział w konkursie, należy zgłosić książkę wydaną w bieżącym roku kalendarzowym. Zgłoszenia może dokonać autor lub wydawnictwo w terminie od 1 marca do 30 listopada danego roku.
W przypadku rozstrzygnięcia konkursu na Pyrkonie 2025, do udziału mogą być zgłaszane książki opublikowane między 1 stycznia a 31 grudnia 2024.

## Czas i miejsce

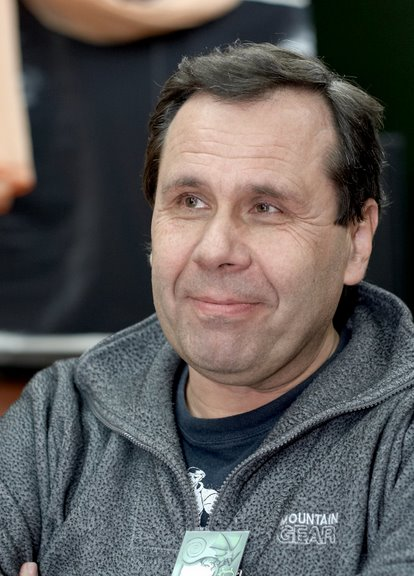
Marek S. Huberath (Pyrkon 2007)

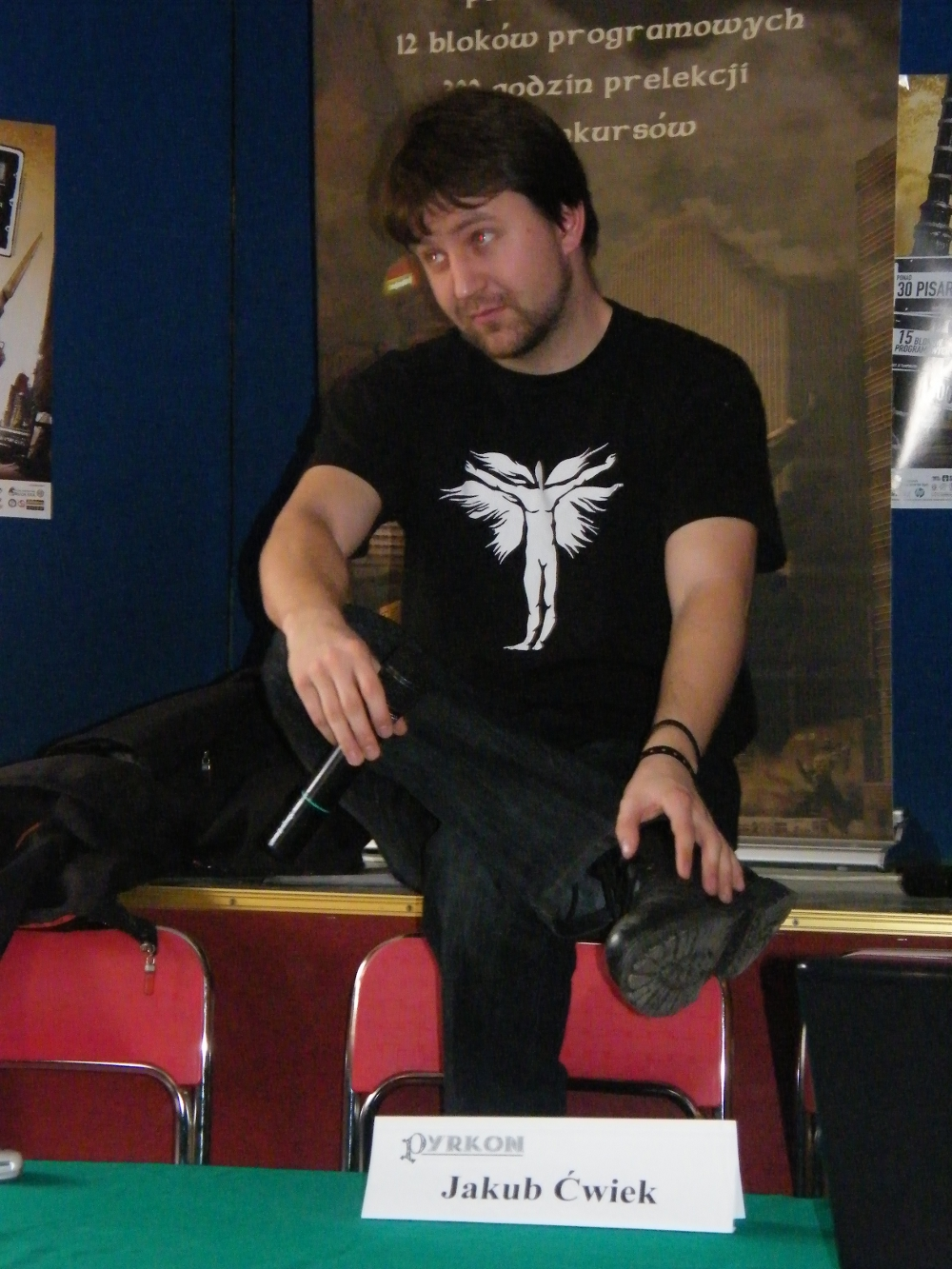
Jakub Ćwiek (Pyrkon 2009)

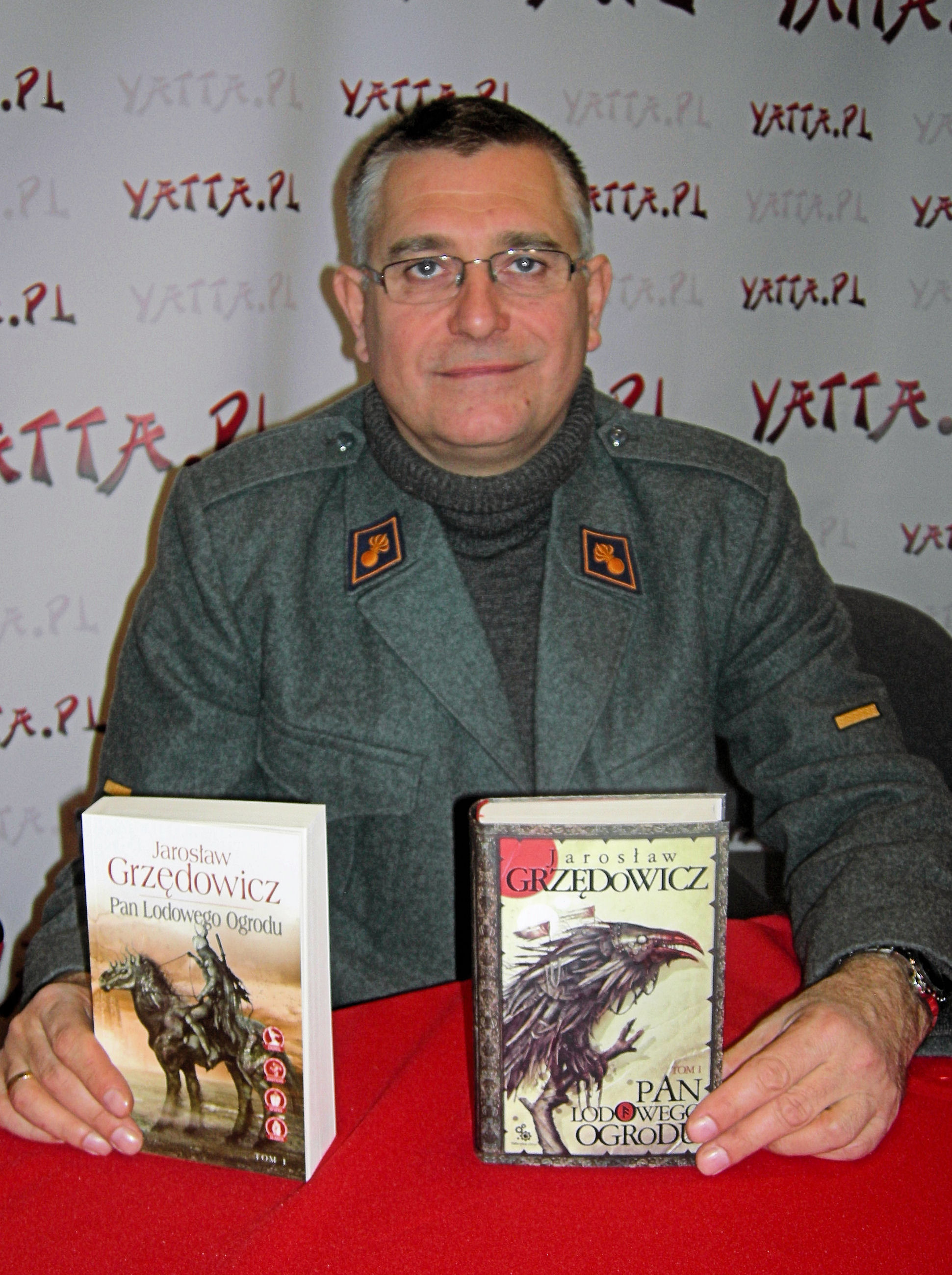
Jarosław Grzędowicz (Pyrkon 2014)

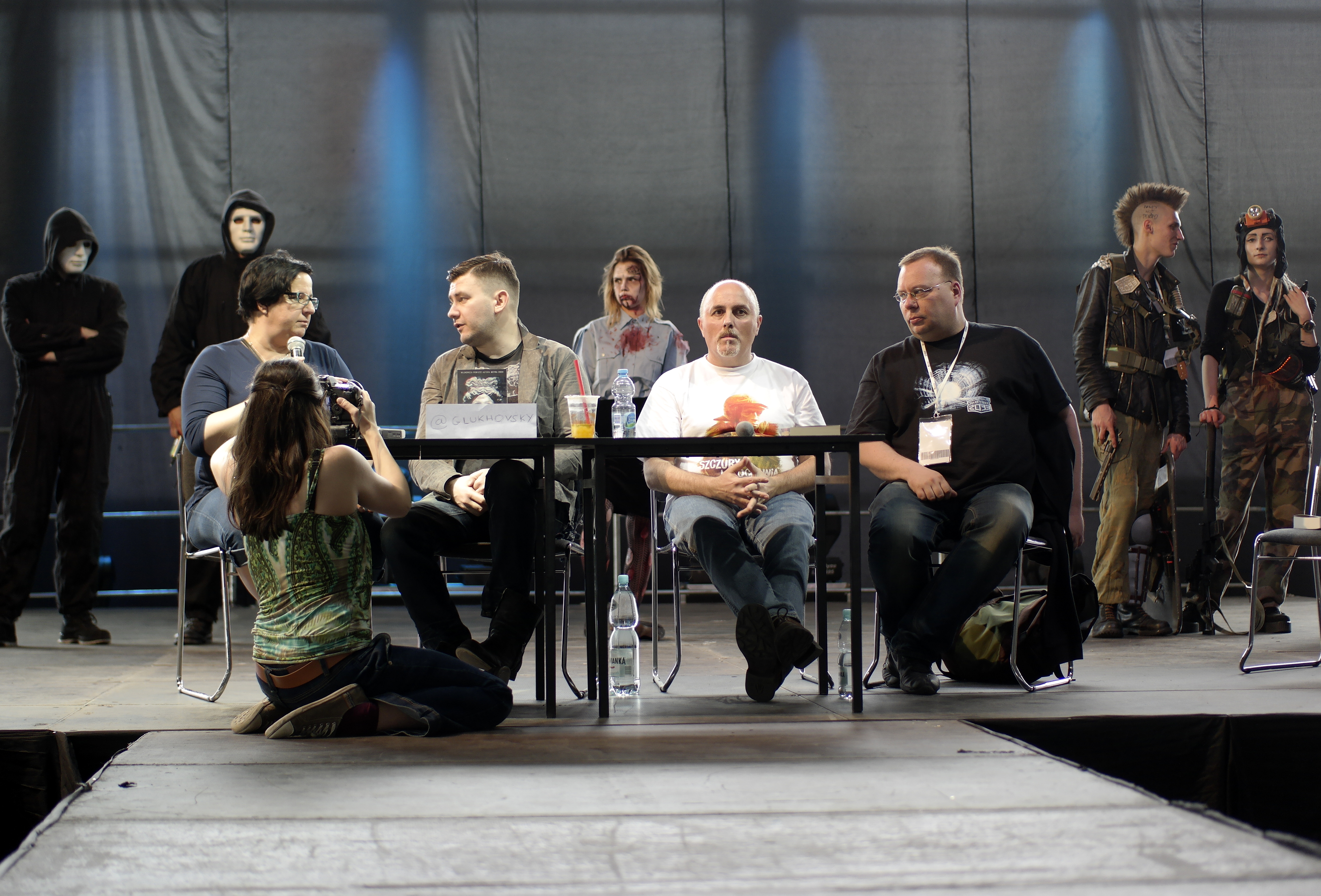
Autorzy książek z uniwersum Metro 2033: Dmitrij Głuchowski, Robert J. Szmidt, Paweł Majka (Pyrkon 2015)

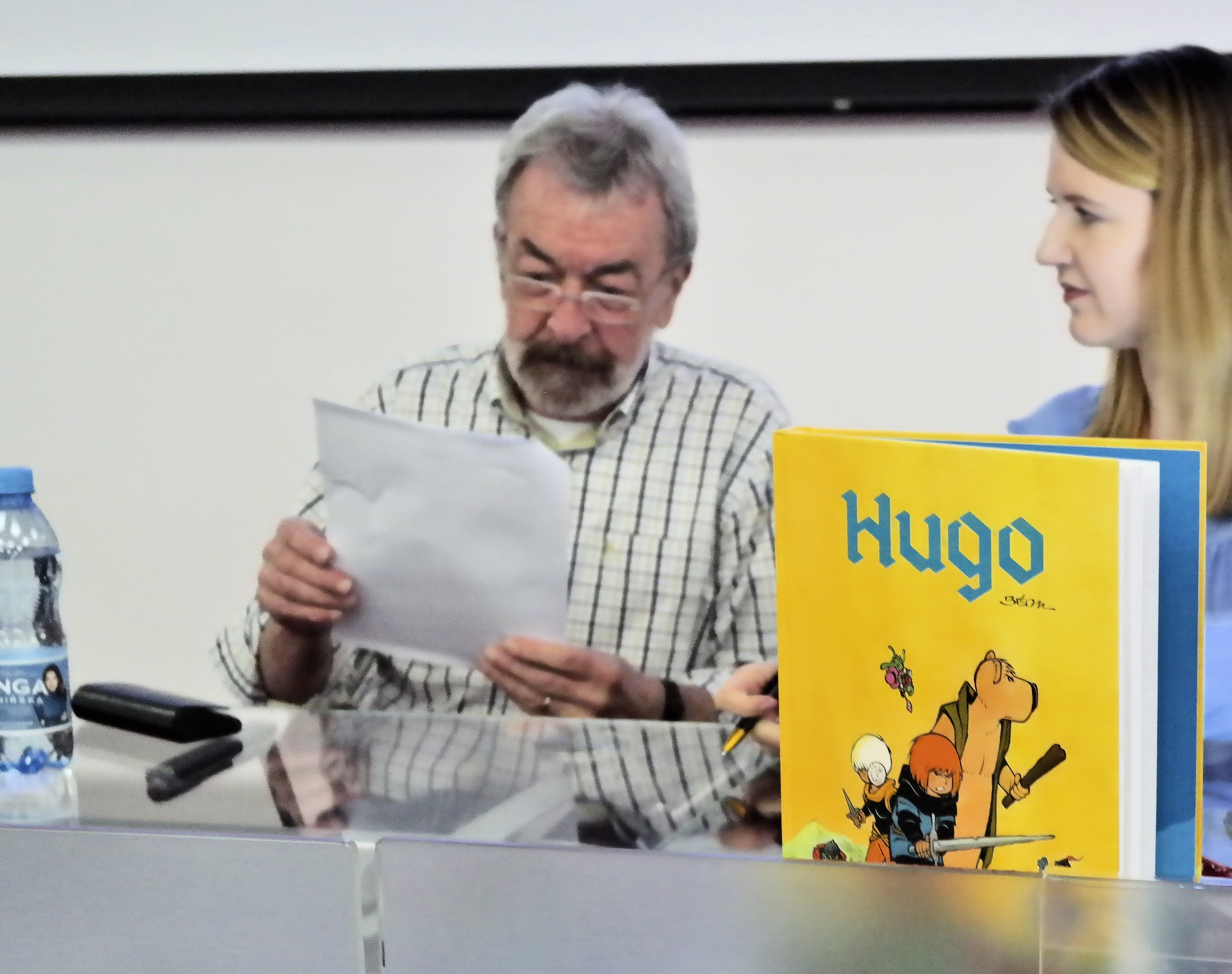
Bernard Dumont (Pyrkon 2018)

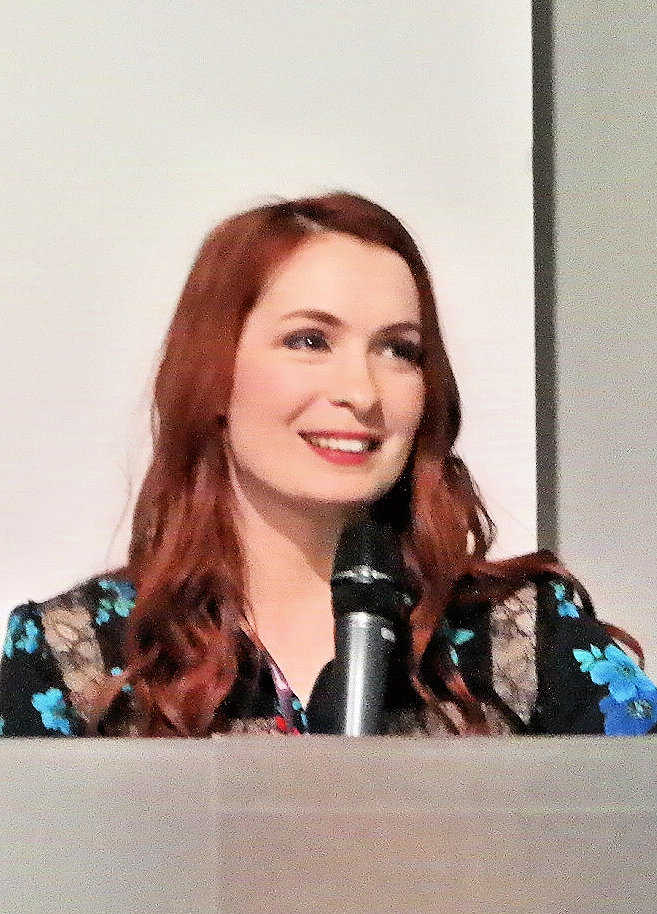
Felicia Day (Pyrkon 2018)

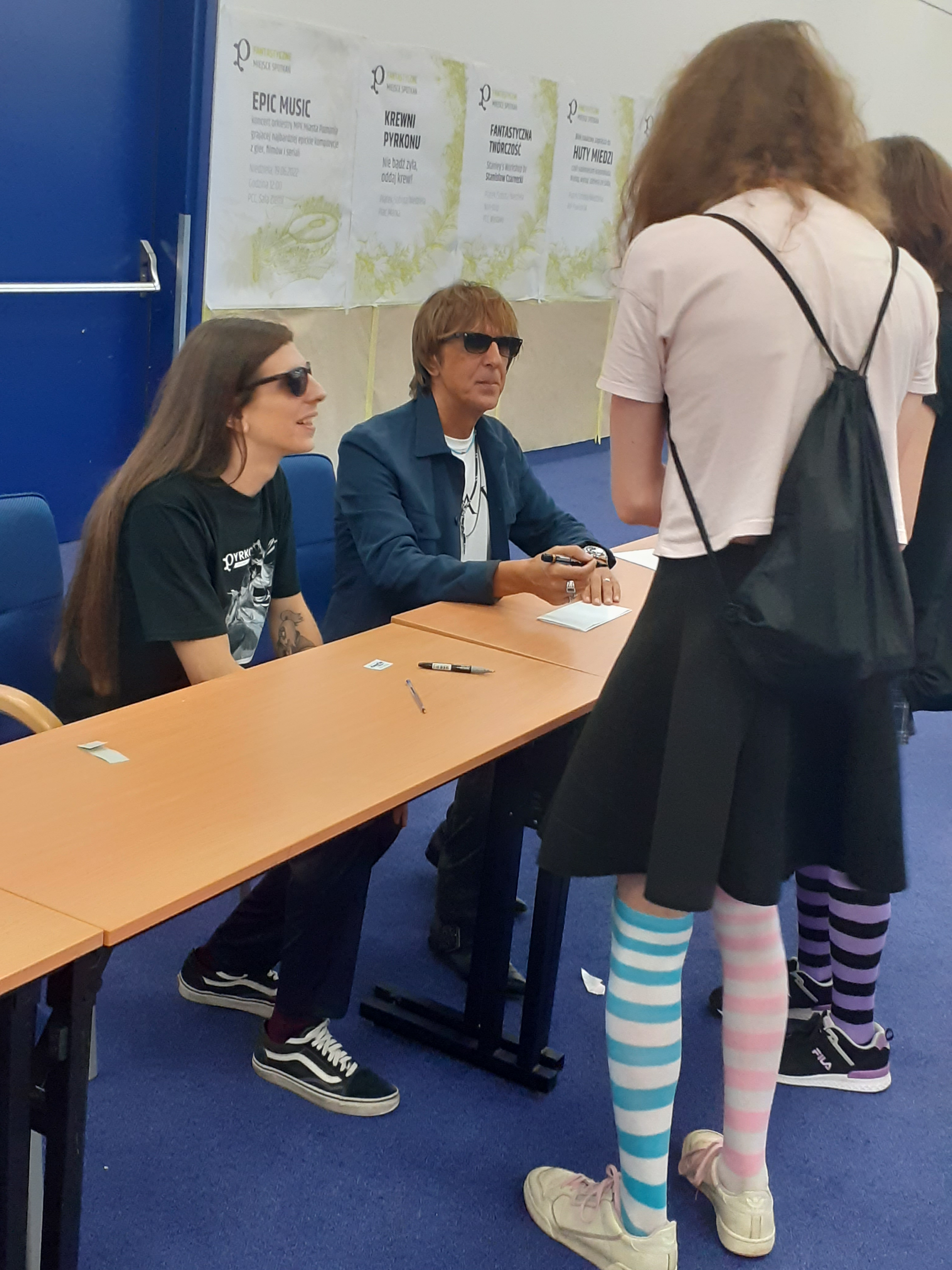
Kaioh (z lewej) i Dave Rodgers podczas rozdawania autografów na Pyrkonie w 2022 roku

| Edycja | Czas                | Miejsce | Uczestnicy | Oficjalni goście |
| ------ | ------------------- | --- | ---------- | --- |
|        | 6 marca 1999        | osiedlowy dom kultury „Słońce”, os. Przyjaźni w Poznaniu                                                                           | ~400       | Jacek Inglot, Robert Lipski, Marek Oramus, Romuald Pawlak, Andrzej Sapkowski, prof. Antoni Smuszkiewicz, Przemysław Truściński, Rafał A. Ziemkiewicz, Andrzej Zimniak |
| 1.     | 11–12 marca 2000    | Szkoła Podstawowa nr 21 w Poznaniu                                                                                                 | ~580       | Eugeniusz Dębski, Marek S. Huberath, Jacek Inglot, Witold Jabłoński, Feliks W. Kres, Andrzej Pilipiuk, Andrzej Sapkowski, Jacek Sobota, Andrzej Zimniak |
| 2.     | 9–11 marca 2001     | Szkoła Podstawowa nr 21 w Poznaniu                                                                                                 | ~650       | Eugeniusz Dębski, Mirosław Jabłoński, Lech Jęczmyk, Marek Oramus, Maciej Parowski, Andrzej Pilipiuk, Bogusław Polch, Jacek Sobota, Andrzej Zimniak, Maciej Żerdziński |
| 3.     | 15–17 marca 2002    | Szkoła Podstawowa nr 21 w Poznaniu                                                                                                 | ~600       | Anna Brzezińska, Lech Jęczmyk, Feliks W. Kres, Maja Lidia Kossakowska, Marek Oramus, Maciej Parowski, Andrzej Pilipiuk, Bogusław Polch, Andrzej Ziemiański, Rafał A. Ziemkiewicz, Andrzej Zimniak |
| 4.     | 28–30 marca 2003    | Szkoła Podstawowa nr 21 w Poznaniu                                                                                                 | ~700       | Anna Brzezińska, Jacek Dukaj, Lech Jęczmyk, Jacek Komuda, Dominika Materska, Marek Oramus, Jacek Sobota, Wojciech Szyda, Andrzej Ziemiański, Andrzej Zimniak |
| 5.     | 12–14 marca 2004    | Szkoła Podstawowa nr 21 w Poznaniu                                                                                                 | ~750       | Artur Baniewicz, Dawid Brykalski, Anna Brzezińska, Tomasz Budzyński, Witold Jabłoński, Darek Jasiczak, Lech Jęczmyk, Marcin Mortka, Maciej Parowski, Romuald Pawlak, Andrzej Sapkowski, Wojciech Sedeńko, Jacek Sobota, Wojciech Świdziniewski |
| 6.     | 24–26 marca 2006    | Szkoła Podstawowa nr 21 w Poznaniu                                                                                                 | 867        | Jarosław Grzędowicz, Maciej Guzek, Marek S. Huberath, Witold Jabłoński, Lech Jęczmyk, Jacek Komuda, Maja Lidia Kossakowska, Marcin Mortka, Staszek Mąderek, Łukasz Orbitowski, Maciej Parowski, Jacek Piekara, Krzysztof Piskorski, Michał Protasiuk, Marcin Przybyłek, Wojciech Szyda, Szczepan Twardoch |
| 7.     | 23–25 marca 2007    | Szkoła Podstawowa nr 21 w Poznaniu                                                                                                 | 1080       | Ewa Białołęcka, Piotr W. Cholewa, Jakub Ćwiek, Jarosław Grzędowicz, Maciej Guzek, Marek S. Huberath, Witold Jabłoński, Lech Jęczmyk, Jacek Komuda, Rafał Kosik, Maja Lidia Kossakowska, Magdalena Kozak, Marcin Mortka, Łukasz Orbitowski, Maciej Parowski, Andrzej Pilipiuk, Michał Protasiuk, Marcin Przybyłek, Wojciech Szyda, Szczepan Twardoch, Andrzej Zimniak, Paweł Zych |
| 8.     | 28–30 marca 2008    | Szkoła Podstawowa nr 21 w Poznaniu, Gimnazjum nr 43 w Poznaniu, Hotel Cezamet                                                      | 2131       | Ewa Białołęcka, Anna Brzezińska, Elżbieta Cherezińska, Michał Cetnarowski, Jakub Ćwiek, Rafał Dębski, Jacek Drewnowski, Jarosław Grzędowicz, Maciej Guzek, Marek S. Huberath, Witold Jabłoński, Lech Jęczmyk, Barbara Karlik, Jacek Komuda, Rafał Kosik, Maja Lidia Kossakowska, Jacek Kowalski, Magdalena Kozak, Paweł Majka, Paweł Matuszek, Iwona Michałowska-Gabrych, Marcin Mortka, Dominika Oramus, Marek Oramus, Łukasz Orbitowski, Maciej Parowski, Magda Parus, Andrzej Pilipiuk, Michał Protasiuk, Marcin Przybyłek, Piotr Rogoża, Wit Szostak, Wojciech Szyda, Łukasz Śmigiel, Szczepan Twardoch, Konrad Walewski, Robert M. Wegner, Miroslav Žamboch |
| 9.     | 27–29 marca 2009    | Szkoła Podstawowa nr 21 w Poznaniu, Gimnazjum nr 43 w Poznaniu, Hotel Cezamet                                                      | 2876       | Marek Baraniecki, Ewa Białołęcka, Anna Brzezińska, Jakub Ćwiek, Bartosz Grykowski, Maciej Guzek, Marek S. Huberath, Witold Jabłoński, Lech Jęczmyk, Jacek Komuda, Rafał Kosik, Jacek Kowalski, Magdalena Kozak, Iwona Michałowska-Gabrych, Marcin Mortka, Łukasz Orbitowski, Maciej Parowski, Andrzej Pilipiuk, Michał Protasiuk, Marcin Przybyłek, Piotr Rogoża, Edyta Rudolf, Wojciech Siudmak, prof. Antoni Smuszkiewicz, Wit Szostak, Wojciech Szyda, Szczepan Twardoch, Milena Wójtowicz, Andrzej Zimniak |
| 10.    | 26–28 marca 2010    | Szkoła Podstawowa nr 21 w Poznaniu, Gimnazjum nr 43 w Poznaniu, Hotel Cezamet, Zespół Szkół Licealno-Technicznych nr 19 w Poznaniu | 3023       | Ewa Białołęcka, Michał Bogacki, Elżbieta Cherezińska, Michał Cetnarowski, Jakub Ćwiek, Rafał Dębski, Jacek Drewnowski, Jarosław Grzędowicz, Maciej Guzek, Marek S. Huberath, Witold Jabłoński, Lech Jęczmyk, Barbara Karlik, Jacek Komuda, Rafał Kosik, Maja Lidia Kossakowska, Jacek Kowalski, Magdalena Kozak, Paweł Majka, Paweł Matuszek, Iwona Michałowska-Gabrych, Marcin Mortka, Dominika Oramus, Marek Oramus, Łukasz Orbitowski, Maciej Parowski, Magda Parus, Agnieszka Piechnik, Andrzej Pilipiuk, Michał Protasiuk, Marcin Przybyłek, Piotr Rogoża, Wit Szostak, Wojciech Szyda, Łukasz Śmigiel, Szczepan Twardoch, Konrad Walewski, Marcin Wolski, Robert M. Wegner |
| 11.    | 25–27 marca 2011    | Międzynarodowe Targi Poznańskie, Liceum Ogólnokształcące nr 2 w Poznaniu                                                           | 3660       | Ewa Białołęcka, Jarosław Błotny, Anna Brzezińska, Michał Cetnarowski, Elżbieta Cherezińska, Jakub Ćwiek, Dariusz Domagalski, Artur Ganszyniec, Jarosław Grzędowicz, Maciej Guzek, Agnieszka Hałas, Marek S. Huberath, Aleksandra Janusz, Lech Jęczmyk, Barbara Karlik, Jacek Komuda, Piotr Koryś, Rafał Kosik, Maja Lidia Kossakowska, Jacek Kowalski, Staszek Mąderek, Paweł Majka, Michał Markowski, Iwona Michałowska-Gabrych, Marcin Mortka, Piotr Olszówka, Łukasz Orbitowski, Maciej Parowski, Magda Parus, Agnieszka Piechnik, Krzysztof Piskorski, Michał Protasiuk, Piotr Rogoża, Wit Szostak, Artur Szrejter, Wojciech Szyda, Adrian Tchaikovsky, Jakub Żulczyk |
| 12.    | 23–25 marca 2012    | Międzynarodowe Targi Poznańskie, Liceum Ogólnokształcące nr 2 w Poznaniu                                                           | 6508       | Ewa Białołęcka, Jarosław Błotny, Karolina Burda, Michał Cetnarowski, Jakub Ćwiek, Dariusz Domagalski, Grzegorz Drukarczyk, Maciej Guzek, Agnieszka Hałas, Shane Lacy Hensley, Jacek Inglot, Aleksandra Janusz, Lech Jęczmyk, Barbara Karlik, Tomasz Kołodziejczak, Rafał Kosik, Jacek Kowalski, Magdalena Kozak, Staszek Mąderek, Ian McDonald, Iwona Michałowska-Gabrych, Marcin Mortka, Marta Nowak, Piotr Olszówka, Maciej Parowski, Magda Parus, Romuald Pawlak, Krzysztof Piskorski, Michał Protasiuk, Maciej Ratuszniak, Piotr Rogoża, Grzegorz Rosiński, Robert Sienicki, Artur Szrejter, Wojciech Szyda, Łukasz Śmigiel, Michał Śledziński, Witold Vargas, Robert M. Wegner, Paweł Zych |
| 13.    | 22–24 marca 2013    | Międzynarodowe Targi Poznańskie, Liceum Ogólnokształcące nr 2 w Poznaniu                                                           | 12299      | Ewa Białołęcka, Sylwia Błach, Michał Bogacz, Anna Brzezińska, Karolina Burda, Michał Cetnarowski, Elżbieta Cherezińska, Adrian Chmielarz, Jakub Ćwiek, Stefan Darda, Jacek Dukaj, Anna Głomb, Jakub Grudziński, Agnieszka Hałas, Sebastian Hetman, Marek S. Huberath, Marcin Hybel, Jacek Inglot, Aneta Jadowska, Aleksandra Janusz, Lech Jęczmyk, Igor Kaczmarek, Anna Kańtoch, Tomasz Kołodziejczak, Jacek Komuda, Rafał Kosik, Maja Lidia Kossakowska, Mateusz Kowalski, Łukasz Malinowski, Iwona Michałowska-Gabrych, Marcin Mortka, Ilona Myszkowska, Konrad Okoński, Łukasz Orbitowski, Maciej Parowski, Magda Parus, Wojciech Pazdur, Krzysztof Piskorski, Bogusław Polch, Michał Protasiuk, Marcin Przybyłek, Andrzej W. Sawicki, Robert Jerzy Szmidt, Wojciech Szyda, Witold Vargas, Robert M. Wegner, Marcin Wełnicki                          |
| 14.    | 21–23 marca 2014    | Międzynarodowe Targi Poznańskie, Liceum Ogólnokształcące nr 2 w Poznaniu                                                           | 24000+     | Katarzyna Babis, Ewa Białołęcka, Sylwia Błach, Michał Cetnarowski, Jakub Ćwiek, Jakub „Dem” Dębski, Tomasz „Quaz” Drabik, Kamil „CTSG” Popielski, Agata „dudsonowa” Rutkowska, Agnieszka Hałas, Jacek Inglot, Aneta Jadowska, Arkadiusz „Dark Archon” Kamiński, Anna Kańtoch, Tomasz Kołodziejczak, Jacek Komuda, Maja Lidia Kossakowska, Iwona Michałowska-Gabrych, Ilona Myszkowska, Łukasz Orbitowski, Maciej Parowski, Andrzej Pilipiuk, Krzysztof Piskorski, Michał Protasiuk, Marcin Rustecki, Robert Sienicki, Wojciech Szyda, Agata Wawryniuk, Andrzej Zimniak, Paweł Zych oraz Piotr „Ramel” Koryś, Maciej „repek” Reputakowski, Wojtek Rzadek, Maciej „lucek” Sabat, Michał „Puszon” Stachyra, Michał Sołtysiak, Rafał Szyma, Mateusz „Craven” Wielgosz, Włodzimierz Arieniew, Siergiej Legieza, Tony Swatton, Guy Delisle, Umberto Pignatelli |
| 15.    | 24–26 kwietnia 2015 | Międzynarodowe Targi Poznańskie | 31 495     | Anna Kańtoch, Maja Lidia Kossakowska, Maciej Parowski, Andrzej Pilipiuk, Jakub Ćwiek, Robert J. Szmidt, Ewa Białołęcka, Robert M. Wegner, Jarosław Grzędowicz i wielu innych |
| 16.    | 8–10 kwietnia 2016  | Międzynarodowe Targi Poznańskie | 40 622     | Michał Azarewicz, Michał Cholewa, Piotr W. Cholewa, Jakub Ćwiek, Christian Dumais, Michał Gołkowski, Marek Grzywacz, Kazimierz Kyrcz, John Layman, Marcin Mortka, Katarzyna Niemczyk, Wiktor Noczkin, Oksana Pankiejewa, Maciej Parowski, Andrzej Pilipiuk, Mark Rein•Hagen, Małgorzata Saramonowicz, Agnieszka Stemalszyk, Aleksandra „Shappi” Tora, Witold Vargas, David Weber, John Wick, Paweł Zych, Miroslav Žamboch |
| 17.    | 28–30 kwietnia 2017 | Międzynarodowe Targi Poznańskie | 44 000     | Robert M. Wegner, Michał Cetnarowski, Andrzej Ziemiański, Evan Currie, Maja Lidia Kossakowska, Peter Watts, Magda Kozak, Andrzej Pilipiuk, Marcin Podlewski, Jarosław Grzędowicz, Jacek Komuda, Jakub Ćwiek, Rafał Kosik, Kazimierz Kyrcz, Paweł Majka, Marcin Mortka, Marta Kisiel, Katarzyna Miszczuk, Krzysztof Piskorski, Siri Pettersen, Samantha Shannon, Robert Szmidt, Timo Vuorensola i inni |
| 18.    | 18–20 maja 2018     | Międzynarodowe Targi Poznańskie | 43 034     | Orson Scott Card, Patricia Briggs, Graham Masterton, Felicia Day, Jon Bailey, Robin Hobb |
| 19.    | 26–28 kwietnia 2019 | Międzynarodowe Targi Poznańskie | 52 120     | Mark Rein-Hagen, Andrzej Pilipiuk, Aneta Jadowska, Angus Watson, Ben Kane, Marcin Przybyłek, Michał Gołkowski, Paweł Majka, Rafał Kosik, Robert M. Wegner, Bogusław Polch, Maciej Kur, Stan Sakai, Christopher Judge, Marta Dobecka, Stanisław Mąderek |
|        | 10–12 lipca 2020    | Odwołany z powodu pandemii koronawirusa                                                                                            | –          | – |
|        | 2–4 lipca 2021      | Odwołany z powodu pandemii koronawirusa                                                                                            | –          | – |
| 20.    | 17–19 czerwca 2022  | Międzynarodowe Targi Poznańskie | 55 847     | Edward James Olmos, Mike Pondsmith, Graham Masterton, Samantha Shannon i inni |
| 21.    | 16–18 czerwca 2023  | Międzynarodowe Targi Poznańskie | 52 968     | Victoria V.E. Schwab, Brandon Mull, Dmitrij Głuchowski, Tomasz Samojlik, Maciej Musiał, Tomasz Rożek i inni |
| 22.    | 14–16 czerwca 2024  | Międzynarodowe Targi Poznańskie | 58 632     | Morgane Polański, Miranda Otto, Kevin McNally, Bruce Boxleitner i inni |
| 23.    | 13–15 czerwca 2025  | Międzynarodowe Targi Poznańskie | 66 785     | Janina Daily, Tim Downie, Nick Groom, Victoria Holmes, Beata Jewiarz, Agnieszka Kunikowska, Jacek Rozenek, Mark Sheppard, Bonnie Wright, Michał Żebrowski i inni Koncerty: ASCA, Gloryhammer, Łydka Grubasa, Studio Accantus, Percival Schuttenbach i inne |
| 24.    | 19–21 czerwca 2026  | Międzynarodowe Targi Poznańskie |            | Zapowiedzeni goście: Maggie Stiefvater, Andrew Wincott, Dominic McDowall, koncert Twilight Force |

## Nagrody

### Identyfikatory Pyrkonu
W latach 2014–2015 organizatorzy konwentu, wspólnie z serwisem polter.pl przyznawali nagrodę „Identyfikatory Pyrkonu” wręczaną osobom, które w szczególny sposób odznaczyły się jako twórcy literatury, komiksu i gier, a także promotorzy fantastyki.

#### Identyfikatory Pyrkonu 2014
- Literatura i Komiks: Łukasz Orbitowski
- Gry: Jacek Gołębiowski (Fajne RPG)
- Promotor Fantastyki: Katarzyna Sienkiewicz-Kosik (Powergraph)

#### Identyfikatory Pyrkonu 2015[91]
- Literatura i Komiks: Tomasz Kołodziejczak
- Gry: Ignacy Trzewiczek (Wydawnictwo Portal)
- Promotor Fantastyki: Michał Stachyra (Kuźnia Gier)

### Nagrody otrzymane przez Pyrkon
- konkurs Informatora Konwentowego „Najlepszy Konwent Sezonu”[92]:
  - Pyrkon 2006 – II miejsce (edycja Zima 2005/2006);
  - Pyrkon 2007 – I miejsce (edycja Zima 2006/2007).
- konkurs Informatora Konwentowego „Najlepszy Konwent Roku”[92]:
  - Pyrkon 2008 – I miejsce.
- konkurs Informatora Konwentowego „Wybór Konwentowiczów”[92]:
  - Pyrkon 2006 – II miejsce (edycja Zima 2005/2006);
  - Pyrkon 2007 – I miejsce (edycja Zima 2006/2007);
  - Pyrkon 2008 – I miejsce (edycja Rok 2008).
- plebiscyt Katedry „Fantastyka” w kategorii „Najlepszy konwent lub inna fantastyczna impreza masowa”, w roku 2012 po prostu „Impreza”:
  - Pyrkon 2007 – I miejsce[93];
  - Pyrkon 2008 – III miejsce[94];
  - Pyrkon 2009 – III miejsce[95];
  - Pyrkon 2010 – I miejsce[96];
  - Pyrkon 2011 – I miejsce[97];
  - Pyrkon 2012 – I miejsce[98].